# Mrokocin
Mrokocin – wieś w Polsce położona w województwie dolnośląskim, w powiecie ząbkowickim, w gminie Kamieniec Ząbkowicki.

## Podział administracyjny
W latach 1975–1998 miejscowość administracyjnie należała do województwa wałbrzyskiego.

## Zabytki
Do wojewódzkiego rejestru zabytków wpisany jest:
- młyn z wyposażeniem, nr 12 a, z końca XIX w.
- kaplica św. Jana Nepomucena
- krzyż pokutny

Monolityczny krzyż, możliwe że późnośredniowieczny, opisywany jest często jako tzw. krzyż pokutny, jest to jednak tylko  hipoteza nie poparta żadnymi dowodami lecz wyłącznie nieuprawnionym założeniem, że wszystkie stare kamienne monolitowe krzyże, są krzyżami pokutnymi (pojednania); w rzeczywistości powód fundacji krzyża może być różnoraki, tak jak każdego innego krzyża.
- neogotyckie Mauzoleum w Mrokocinie rodziny von der Rocke-Volmerstein, która w 1810 przejęła tutejsze ziemie od cystersów w Kamieńcu[6]